# Le Renard (aviso)
Pour les articles homonymes, voir Le Renard.
Le Renard est un aviso de la Marine nationale française mis en service en 1865 et disparu en 1885.

## Caractéristiques
Aviso de 813 tonneaux, 70 m sur 8 m, Le Renard a été construit aux Chantiers et Ateliers de l’Océan-Pastoureau (reprise des chantiers Lucien Arman) sur le site de Bacalan, suivant des plans originaux du capitaine de frégate Eugène Belleguic. C’est une construction mixte : bois pour les bordages et carcasse de fer. Propulsé par une machine à vapeur de 150 chevaux et par une voilure de 503 m2 sur trois mâts, c’est en effet un bâtiment manœuvrant et rapide : il peut filer 11 nœuds à la vapeur et jusqu’à 14 nœuds sous voiles et vapeur. Armé en guerre il porte 4 canons rayés de 12. 
Sur l’étrave il est doté d’un très long éperon sous l’eau, de 3 m de long ; ce rostre est considéré alors comme une arme miracle permettant de couler l’ennemi d’un coup de butoir. Cette particularité lui aurait donné, en outre, un avantage peu prévu : l’éperon, comme « taille-mer », lui permettant de fendre les vagues quand il marche contre elles. Si certains commandants confirment qu’en effet les paquets de mer par vent debout ne font jamais obstacle à sa marche, d’autres soulignent en revanche son manque de stabilité par mer de travers... Le 3 juin 1885, les déferlantes et les rafales de vent du typhon arrivant par tribord leur auraient ainsi donné raison.

## Carrière
Mis à l'eau le 20 décembre 1865 et après son lancement le 19 janvier 1866, l'aviso Le Renard quitte Bordeaux : il rejoint Rochefort pour compléter son armement et poursuivre ses essais en mer sous le commandement de son concepteur le capitaine de frégate Eugène Belleguic.

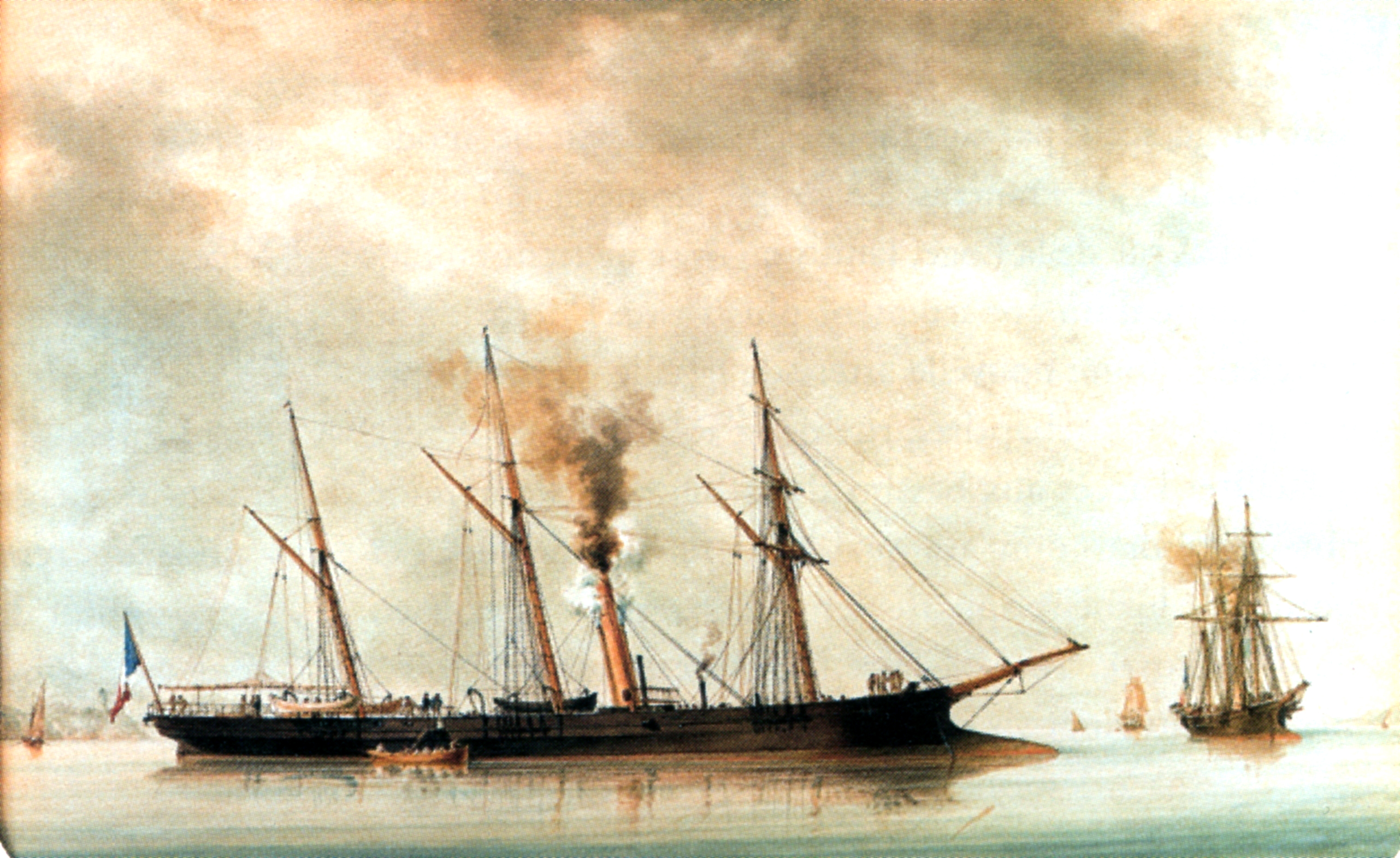
François Roux. L'aviso « Le Renard », Musée de la Marine de Paris

Du 15 septembre 1866 à mai 1867 il est affecté à la Division cuirassée du Nord, puis il rejoint l'escadre d'évolutions de la Méditerranée où il demeure jusqu'en septembre 1867. Il va remplir de nombreuses missions notamment sur les côtes de l'Algérie, comme escorteur, une « mouche d'escadre » comme on dit pour caractériser sa vivacité dans les patrouilles et le transport de messages urgents. Le navire est ensuite désarmé à Toulon où son hélice est changée en octobre 1867 pour être remplacée par une autre d'un pas plus grand. Le Renard effectue alors de nombreux essais, puis rejoint Rochefort où il est à nouveau désarmé. 
Après avoir été réarmé à Rochefort le 16 mars 1868, Le Renard regagne la Méditerranée ; il quitte Toulon le 18 février 1869 pour Nice où il doit remplacer l'aviso Latouche-Tréville avarié à la suite d'un abordage avec le paquebot de Corse Prince Pierre Bonaparte près du cap Camarat le 17 février 1869. Empêché par le mauvais temps d'entrer dans le port de Nice, il doit rallier Villefranche-sur-Mer. C'est là qu'il est requis pour transporter à Constantinople le cercueil de Fouad Pacha, homme d'État turc décédé à Nice le 10 février 1869. Une fois cette mission terminée il rejoint Toulon en mars 1869 où il sera désarmé et réarmé à plusieurs reprises pour des missions en Méditerranée. 
En février 1873 on le retrouve à Brest pour un changement de ses chaudières. En mars suivant Le Renard est envoyé en mission de stationnaire en Méditerranée et sur les côtes d'Espagne et d'Algérie.
Retour à Toulon le 6 janvier 1875, il est plusieurs fois désarmé et réarmé pour effectuer des missions de stationnaire sur les côtes de Tunisie, Tripolitaine, Grèce et Syrie. Il rentre à Toulon en octobre 1880 pour être désarmé jusqu'en 1884.

Après un nouvel armement, Le Renard quitte Toulon pour la dernière fois fin janvier 1885 : il a mission de rejoindre Obock comme stationnaire avec son nouveau commandant Gaston Peyrouton Laffon de Ladebat, capitaine de frégate, né à Paris le 29 juillet 1841, neveu de l'Amiral André Émile Léon Laffon de Ladebat

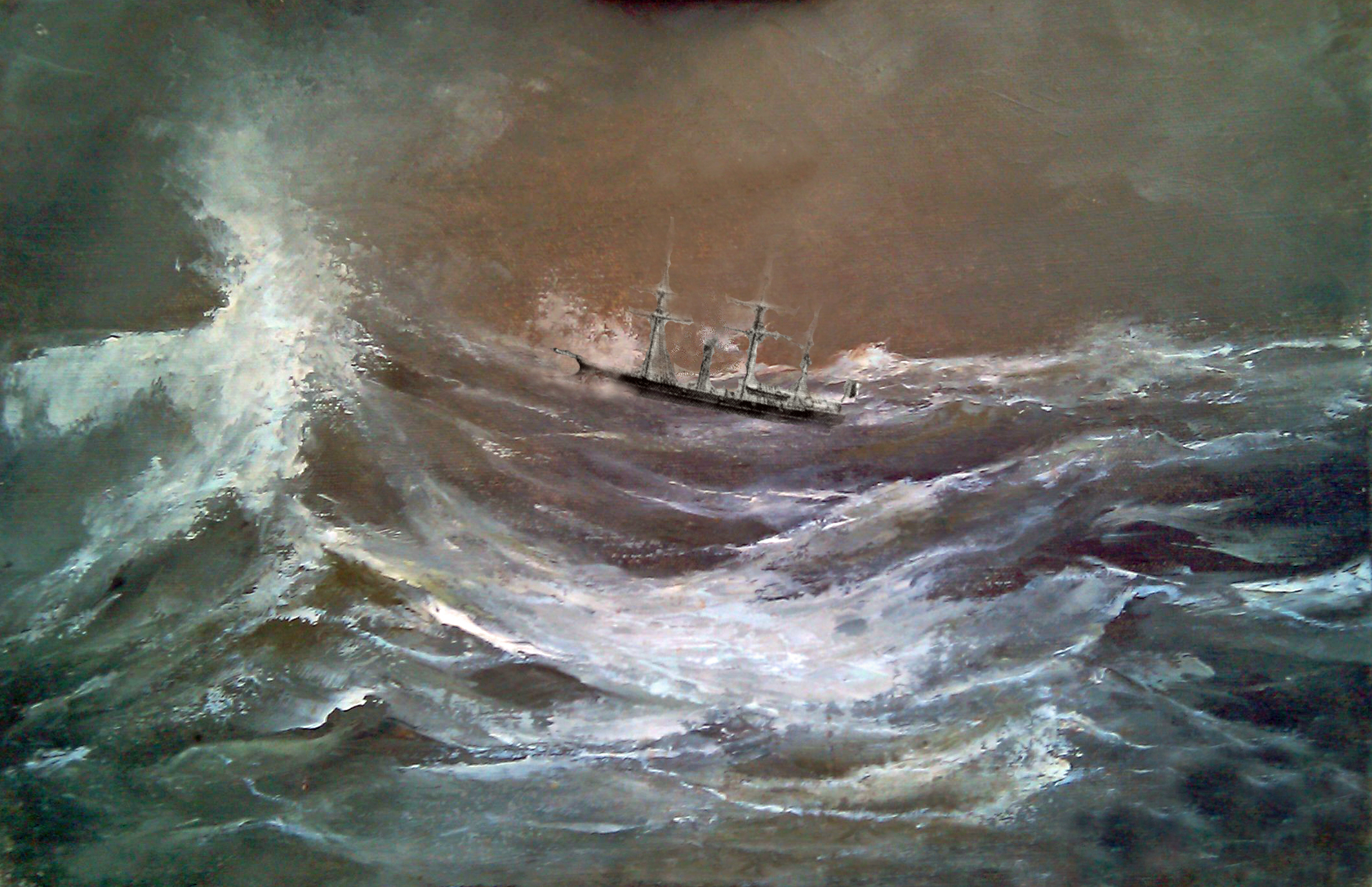
Naufrage de l'aviso Le Renard, cyclone dans le golfe d'Aden, 3/4 juin 1885

Le Renard, disparaît corps et biens au cours de la nuit du 3 au 4 juin 1885, pris dans un cyclone au large d'Aden ; il avait quitté quelques heures plus tôt le port d'Obock, avec 130 personnes à son bord.

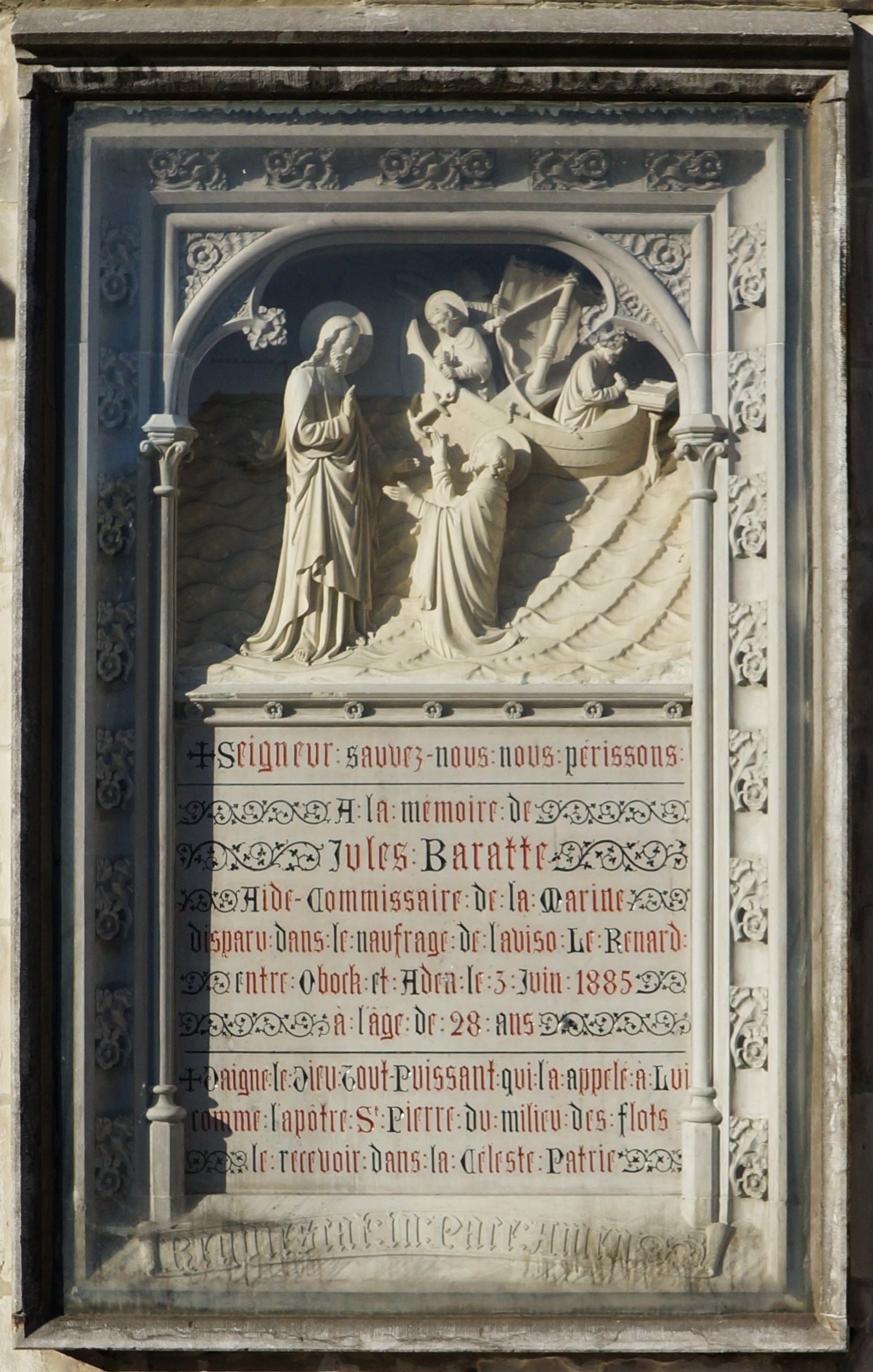
Templeuve.- Relief à la mémoire de Jules Baratte en l'église Saint-Martin

Composition de l'état-major lors du naufrage :
- Saint-Rémy de Rotrou, lieutenant de vaisseau, Commandant en second, né la 15 janvier 1844 ;
- Édouard Lambinet, enseigne de vaisseau, né le 20 novembre 1850 ;
- Xavier Marcadier, enseigne de Vaisseau, né le 23 décembre 1859 ;
- Léopold Héliès, aspirant de 1re classe, né le 21 juillet 1863 ;
- Jules Baratte, aide commissaire, officier d'administration, né le 31 janvier 1857 ;
- Marie-Anatole Saint-Pierre, médecin de 2e classe, né le 12 décembre 1852.

## Sources
- Journaux de bord et correspondances de Gaston Peyrouton Laffon de Ladebat, reprises par Philippe Peyrouton Laffon de Ladebat
- Revue Neptunia, décembre 2007, N° 248, p. 42 à 46 : Le naufrage de l'aviso Le Renard - Typhon dans le golfe d'Aden, nuit du 3 au 4 juin 1885, Philippe Peyrouton Laffon de Ladebat
- Le Figaro, 25 juin 1885
- Archives de la marine, Château de Vincennes, Paris.
- Musée National de la Marine - Documentation - Paris